# Analogue (Album)
Analogue ist das achte Studioalbum der norwegischen Popband a-ha und erschien im November 2005. Es enthält die Singles Celice, Analogue (All I Want) und Cosy Prisons und erreichte Platz 6 der deutschen Album-Charts. Die meisten Stücke werden vom Klavier bestimmt, nur wenige sind in höherem Tempo geschrieben. Mit Halfway Through the Tour überschreitet eines sieben Minuten. Allmusic nannte die Songs hauptsächlich sehr „laid back“ und vergab 2,5 von 5 Sternen.

„Auf dem neuen Album ziehen sie wieder alle Register: schwelgerische Balladen, orchestrales Pathos. − Perfekt zum Kuscheln!“
„Anspieltipp: Celice“

## Titelliste
| #  | Titel                    | Autor                                             | Dauer |
| -- | ------------------------ | ------------------------------------------------- | ----- |
| 1  | Celice                   | Magne Furuholmen, Martin Terefe                   | 3:41  |
| 2  | Don’t Do Me Any Favours  | Magne Furuholmen                                  | 3:51  |
| 3  | Cosy Prisons             | Magne Furuholmen                                  | 4:08  |
| 4  | Analogue (All I Want)    | Magne Furuholmen, Paul Waaktaar-Savoy, Max Martin | 3:48  |
| 5  | Birthright               | Magne Furuholmen, Martin Terefe                   | 3:45  |
| 6  | Holy Ground              | Morten Harket, Nick Whitecross, Ole Sverre Olsen  | 4:00  |
| 7  | Over The Treetops        | Paul Waaktaar-Savoy                               | 4:24  |
| 8  | Halfway Through The Tour | Paul Waaktaar-Savoy                               | 7:26  |
| 9  | A Fine Blue Line         | Magne Furuholmen                                  | 4:09  |
| 10 | Keeper Of The Flame      | Paul Waaktaar-Savoy                               | 3:58  |
| 11 | Make It Soon             | Morten Harket, Ole Sverre Olsen                   | 3:21  |
| 12 | White Dwarf              | Paul Waaktaar-Savoy                               | 4:24  |
| 13 | The Summers Of Our Youth | Magne Furuholmen                                  | 3:56  |

## Kommerzieller Erfolg

### Chartplatzierungen
| ChartsChartplatzierungen     | Höchstplatzierung | Wochen |
| ---------------------------- | ----------------- | ------ |
| Deutschland (GfK)            | 6 (15 Wo.)        | 15     |
| Norwegen (IFPI)              | 1 (23 Wo.)        | 23     |
| Österreich (Ö3)              | 18 (2 Wo.)        | 2      |
| Schweiz (IFPI)               | 21 (4 Wo.)        | 4      |
| Vereinigtes Königreich (OCC) | 24 (5 Wo.)        | 5      |

### Auszeichnungen für Musikverkäufe
| Land/Region                  | Auszeichnungen für Musikverkäufe (Land/Region, Auszeichnung, Verkäufe) | Verkäufe |
| ---------------------------- | ---------------------------------------------------------------------- | -------- |
| Vereinigtes Königreich (BPI) | Silber                                                                 | 60.000   |
| Insgesamt                    | 1× Silber ·                                                            | 60.000   |

## Belege
1. ↑  Archivierte Kopie (Memento vom 4. März 2016 im Internet Archive). Abgerufen am 7. April 2024.
2. ↑  Analogue bei AllMusic (englisch)
3. ↑  Chartplatzierung in Deutschland. In: offiziellecharts.de. Abgerufen am 22. März 2025.
4. ↑  Chartplatzierung in Norwegen. In: norwegiancharts.com. Abgerufen am 22. März 2025 (norwegisch).
5. ↑  Chartplatzierung in Österreich. In: austriancharts.at. Abgerufen am 22. März 2025.
6. ↑  Chartplatzierung in der Schweiz. In: hitparade.ch. Abgerufen am 22. März 2025.
7. ↑  Chartplatzierung in Großbritannien. In: officialcharts.com. Abgerufen am 22. März 2025 (englisch).
8. ↑  Brit certified. In: bpi.co.uk. Abgerufen am 22. März 2025 (englisch).